# Larry Taylor (musicien)
Pour les articles homonymes, voir Larry Taylor et Taylor.
Samuel Lawrence Taylor, dit Larry Taylor ou The Mole (« la taupe »), né le 26 juin 1942 à New York dans l'État de New York et mort le 19 août 2019, est un musicien américain, bassiste du groupe Canned Heat, ancien musicien de session pour The Monkees et Jerry Lee Lewis, collaborateur de Tom Waits et John Mayall sur scène et en studio.

## Biographie

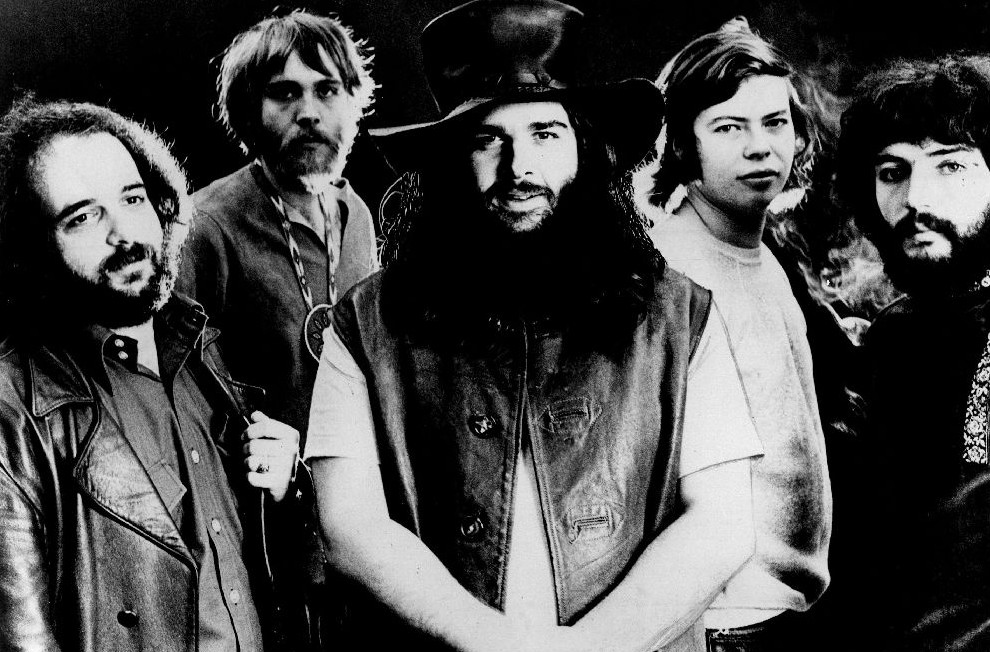
Larry Taylor (premier à gauche) parmi Canned Heat (1970).

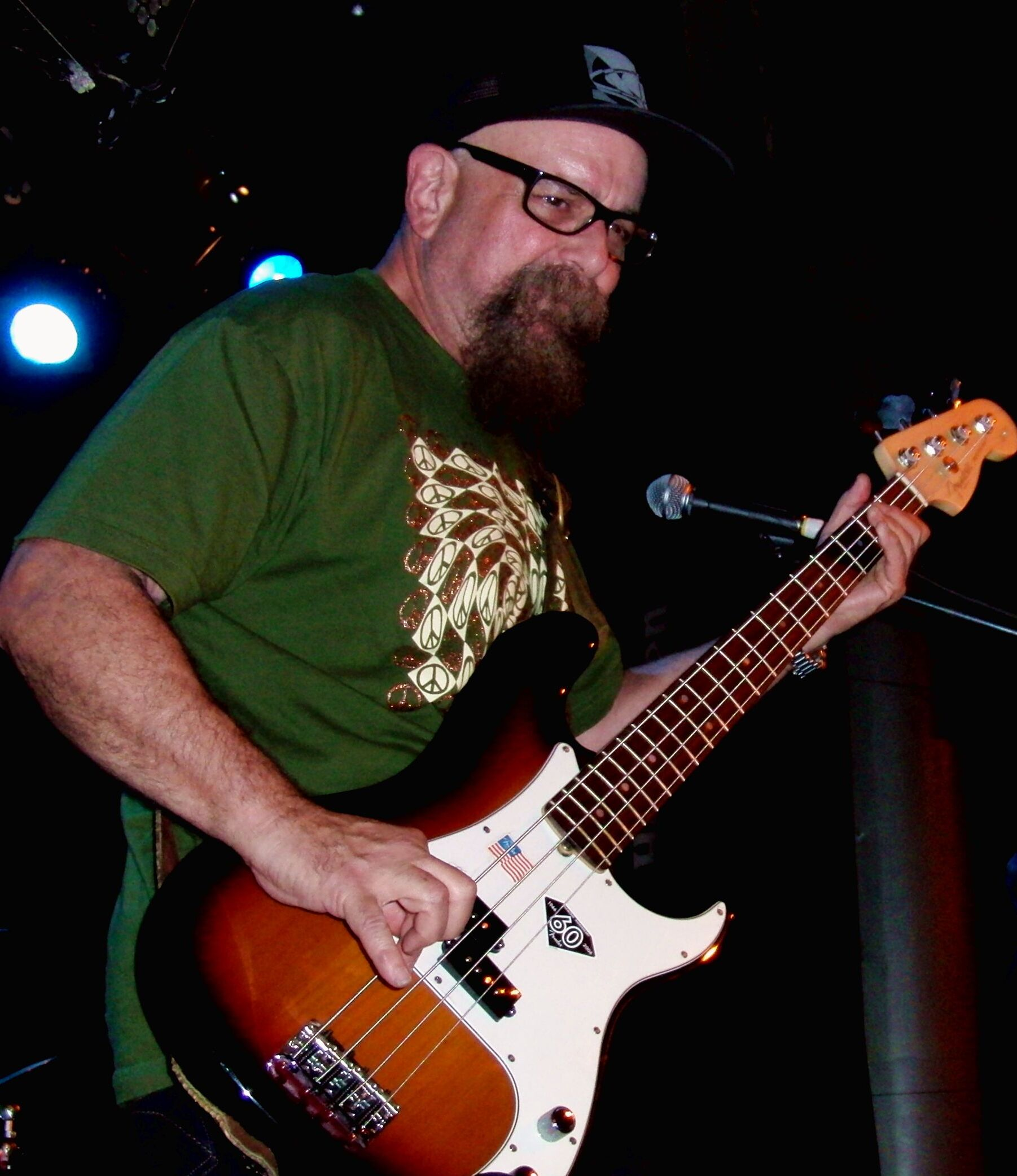
Taylor en 2018.

Larry Taylor est né à New York en 1942.
Il débute la basse avec le groupe The Gamblers. Il enregistre avec les The Monkees en 1966. Il rejoint les Canned Heat de 1967 à 1970 et joue avec eux au Monterey Pop Festival en 1967 et à Woodstock en 1969. En 1970 il quitte le groupe et rejoint the Bluesbreakers de John Mayall, avec qui il enregistre de 1969 à 1977, jouant ensuite avec Harvey Mandel de 1970 à 1972, puis avec Tom Waits de 1980 à 1992. 
Taylor enregistre Reheated en 1988, toujours avec Canned Heat. Il tourne et enregistre alors avec son ancien groupe à quelques reprises jusqu'en 1999. En 2007, Taylor et Harvey Mandel réunissent Fito de la Parra et le reste de la formation actuelle de Canned Heat pour une série de concerts. Taylor, Mandel et de la Parra faisaient tous partie de la formation qui a joué à Woodstock. Les trois membres de la formation Woodstock de Canned Heat ont fait de nombreuses tournées de 2009 à 2013.
Larry Taylor devient l'un des principaux représentants de la contrebasse de la scène blues contemporaine. Il fait une apparition remarquable dans le film sur le blues, Lightning in a Bottle. Il a également figuré dans un DVD de concert sorti en hiver 2013, de l'album Time Brings About A Change de Floyd Dixon. Ce concert met en vedette trois pianistes âgés – Dixon, Pinetop Perkins et Henry Gray – et a été tourné au Rhythm Room de Phoenix, en Arizona, les 1 et 2 juin 2006.
Larry Taylor a joué sur de nombreux albums de Tom Waits et a été le bassiste de son groupe en tournée (principalement à la contrebasse).
En 2014, Larry Taylor est nommé pour un prix de musique de blues dans la catégorie «Meilleur instrumentiste - Basse».
Larry Taylor est décédé le 19 août 2019 à l'âge de 77 ans. Souffrant d'un cancer depuis des années, il a continué de se produire malgré sa maladie grâce à la prise de médicaments.  

## Discographie

### The Monkees
- The Monkees (1966)
- More of the Monkees (1967)
- Monkees Present (1969)
- Instant Replay (1969)
- Changes (1970)
- Listen to the Band (1991)
- Greatest Hits (1995)
- Missing Links, Vol. 3 (1996)
- Anthology (1998)
- Music Box (2001)

### Canned Heat
- Canned Heat (1967)
- Boogie with Canned Heat (1968)
- Living the Blues (1968)
- Hallelujah (1969)
- Future Blues (1970)
- Boogie Up the Country (1987)
- Reheated (1988)
- Internal Combustion (1994)
- Burnin' (1994)
- Canned Heat Blues Band (1996)
- Gamblin' Woman (1996)
- King Biscuit Flower Hour: Canned Heat in Concert (1996)
- Ties That Bind (1997)
- Boogie 2000 (1999)
- Turning Up the Heat (2000)
- Live at the Kaleidoscope 1969 (2000)
- Far Out (2001)
- Big Road Blues (2002)
- Friends in the Can (2003)
- Canned Heat '70 Concert Live in Europe (2004)
- Dimples (2005)
- Canned, Labeled & Shelved (2006)
- Instrumentals 1967-1996 (2006)
- Christmas Album (2007)
- Revolution Limited Edition Cd (2012)

### John Mayall
- Empty Rooms (1969)
- USA Union (1970)
- Back to the Roots (1971)
- Memories (1971)
- Jazz Blues Fusion (1972)
- Moving On (1973)
- Latest Edition (1974)
- New Year, New Band, New Company (1975)
- Notice to Appear (1975)
- Banquet in Blues (1976)
- Lots of People (1977)
- Archives to Eighties (1988)
- Rock the Blues Tonight (1999)

### Harvey Mandel
- Games Guitars Play (1970)
- Baby Batter (1971)
- Electronic Progress (1971)
- Snake (1972)
- Mercury Years (1995)

### Tom Waits
- Heartattack and Vine (1980)
- Swordfishtrombones (1983)
- Rain Dogs (1985)
- Franks Wild Years (1987)
- Bone Machine (1992)
- Beautiful Maladies: The Island Years (1998)
- Mule Variations (1999) Gold Record Award
- Hold On (single) (2000)
- Alice (2002)
- Blood Money (2002)
- Real Gone (2004)
- Orphans: Brawlers, Bawlers & Bastards (2006) Gold Record Award
- Bad as Me (2011)

### Autres
- Test Patterns (Boyce & Hart, 1967)
- Slim's Got His Thing Goin' On' (Sunnyland Slim, 1969)
- Fiddler on the Rock (Don "Sugarcane" Harris, 1971)
- Lost Session (Albert King, 1971)
- Mudlark (Leo Kottke, 1971)
- The Devil's Harmonica (Shakey Jake Harris, 1972)
- Cup Full of Dreams (Don "Sugarcane" Harris, 1974)
- Summit Meeting (Free Creek, 1976)
- I'm a Southern Man (Louis Myers, 1978)
- Hollywood Fats Band (Mike „Hollywood Fats“ Mann, 1979)
- Rock This House (Mike „Hollywood Fats“ Mann, 1979)
- Anthology Previously Unreleased Material (The Grandmothers, 1980)
- Rock Therapy (Colin Winski, 1980)
- The Other Side of Town (Chuck E. Weiss, 1981)
- Hard Line (The Blasters, 1985)
- Harpburn (Rod Piazza, 1986)
- Best (Leo Kottke, 1987)
- Kristen Vigard (Kristen Vigard, 1988)
- Healer (John Lee Hooker, 1988)
- Keith Levene's Violent Opposition (Keith Levene, 1989)
- Mr. Lucky (John Lee Hooker, 1991)
- Got Love If You Want It (John Hammond Jr., 1992)
- Trespass (Ry Cooder, 1992)
- In My Time (Charlie Musselwhite, 1992)
- Mother of an Anthology (The Grandmothers, 1993)
- That's Life (Kim Wilson, 1994)
- My New Orleans Soul (Ronnie Barron, 1994)
- Long Overdue (Junior Watson, 1994)
- Trouble No More (John Hammond Jr., 1994)
- Martinis & Bikinis (Sam Phillips, 1994)
- Blues for Thought (Terry Evans, 1994)
- Closer to You (JJ Cale, 1994)
- Working Girl Blues (Phillip Walker, 1995)
- 88th Street Blues (Smokey Wilson, 1995)
- Adventures at Catfish Pond (Bob „Catfish“ Hodge, 1996)
- Rough News (Charlie Musselwhite, 1997)
- Lost in America (Lynwood Slim, 1997)
- Mr. Blake's Blues (Al Blake, 1997)
- My Blues (Kim Wilson, 1997)
- Signifyin' (Fred Kaplan, 1997)
- Back to Back (Lynwood Slim, 1998)
- Lookin for Trouble (Edward Taylor, 1998)
- Jump Children! Finis Tasby, 1998)
- New Depths (The Ventures, 1998)
- Soul Disguise (Cesar Rosas, 1999)
- Zero Zero Zero: The Best of Sam Phillips (Sam Phillips, 1999)
- Something Good for Your Head (Blackburn & Snow, 1999)
- I'm Going All the Way (Peggy Pruitt, 2000)
- I Can Tell (Junior Valentine, 2000)
- World Wide Wood (Lynwood Slim, 2000)
- Mo' Na'Kins, Please! (James Harman, 2000)
- Toughest Girl Alive (Candye Kane, 2000)
- West Coast House Party (Kid Ramos, 2000)
- There's a Song in There (Mark DuFresne, 2000)
- Fool's Paradise (Dale Hawkins, 2000)
- Wicked Grin (John Hammond, Jr., 2001)
- Smokin' Joint (Kim Wilson, 2001)
- You Can Make It If You Try (Gene Allison, 2002)
- Beggar's Oil (Kelly Joe Phelps, 2002)
- Harmonica Blues Orgy (Easy Baby, 2002)
- Magic Soul Elixer (Al Blake, 2002)
- Let It Rain (Tracy Chapman, 2002)
- Whole Lotta Love (Candye Kane, 2003)
- Heart Trouble (Wanda Jackson, 2003)
- Villanelle (Paul Reddick, 2004)
- Worried About My Baby (Eddie Taylor Jr., 2004)
- Fernando Ortega (Fernando Ortega, 2004)
- Think About It (Alex Schultz, 2004)
- Soul Sanctuary (Hollywood Blue Flames, 2005)
- Southern Jumbo (Colin Linden, 2005)
- Time Brings About a Change... A Floyd Dixon Celebration (Floyd Dixon, 2006)
- Hell Under the Skullbones (Graham Lindsey, 2006)
- Spooked (Marley's Ghost, 2006)
- Road to Rio (Hollywood Blue Flames, 2006)
- Can't Quit the Blues (Buddy Guy, 2006)
- Mind Game (Eddie Taylor Jr., 2006)
- Shower Some Love (Layni Kooper, 2007)
- Luminous (Chris Murphy, 2007)
- Big Plans (Mannish Boys, 2007)
- Like a Fire (Solomon Burke, 2008)
- Bluelisted (JW-Jones, 2008)
- Midnight Memphis Sun (JW-Jones, 2010)
- Definitive Albert King on Stax (Albert King, 2011)
- New World Generation (New World Generation, 2011)